# Strehaia
Strehaia es una ciudad con estatus de oraș de Rumania en el distrito de Mehedinți.

## Geografía
Se encuentra a una altitud de 147 m s. n. m. a 293 km de la capital, Bucarest.

## Demografía
Según estimación 2012 contaba con una población de 12 703 habitantes.
| 1948  | 1956  | 1966  | 1977   | 1992   | 2002   | 2012   |
| 7 776 | 8 545 | 9 768 | 11 271 | 12 324 | 11 846 | 12 703 |